# Cephalosphaera amboinalis
Cephalosphaera amboinalis är en tvåvingeart som beskrevs av Walker 1862. Cephalosphaera amboinalis ingår i släktet Cephalosphaera och familjen ögonflugor. Inga underarter finns listade i Catalogue of Life.